# Dâncu Mare
Dâncu Mare – wieś w Rumunii, w okręgu Hunedoara, w gminie Mărtinești. W 2011 roku liczyła 251 mieszkańców.